# Eczemetellus subtilipectus
Eczemetellus subtilipectus is een keversoort uit de familie boktorren (Cerambycidae). De wetenschappelijke naam van de soort is voor het eerst geldig gepubliceerd in 1924 door Heller.